# Carro

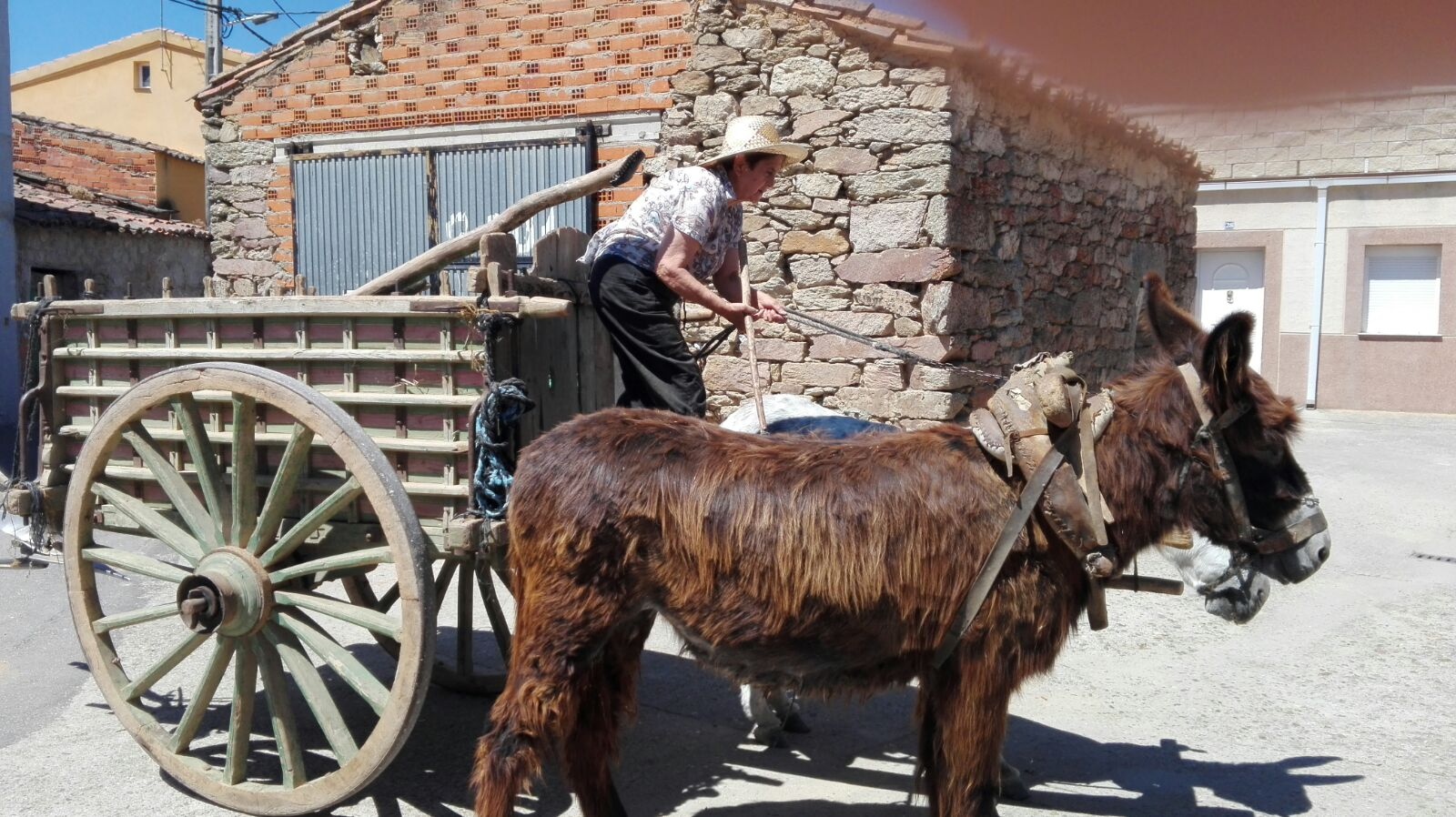
Carro tirado por burros en la provincia de Zamora.

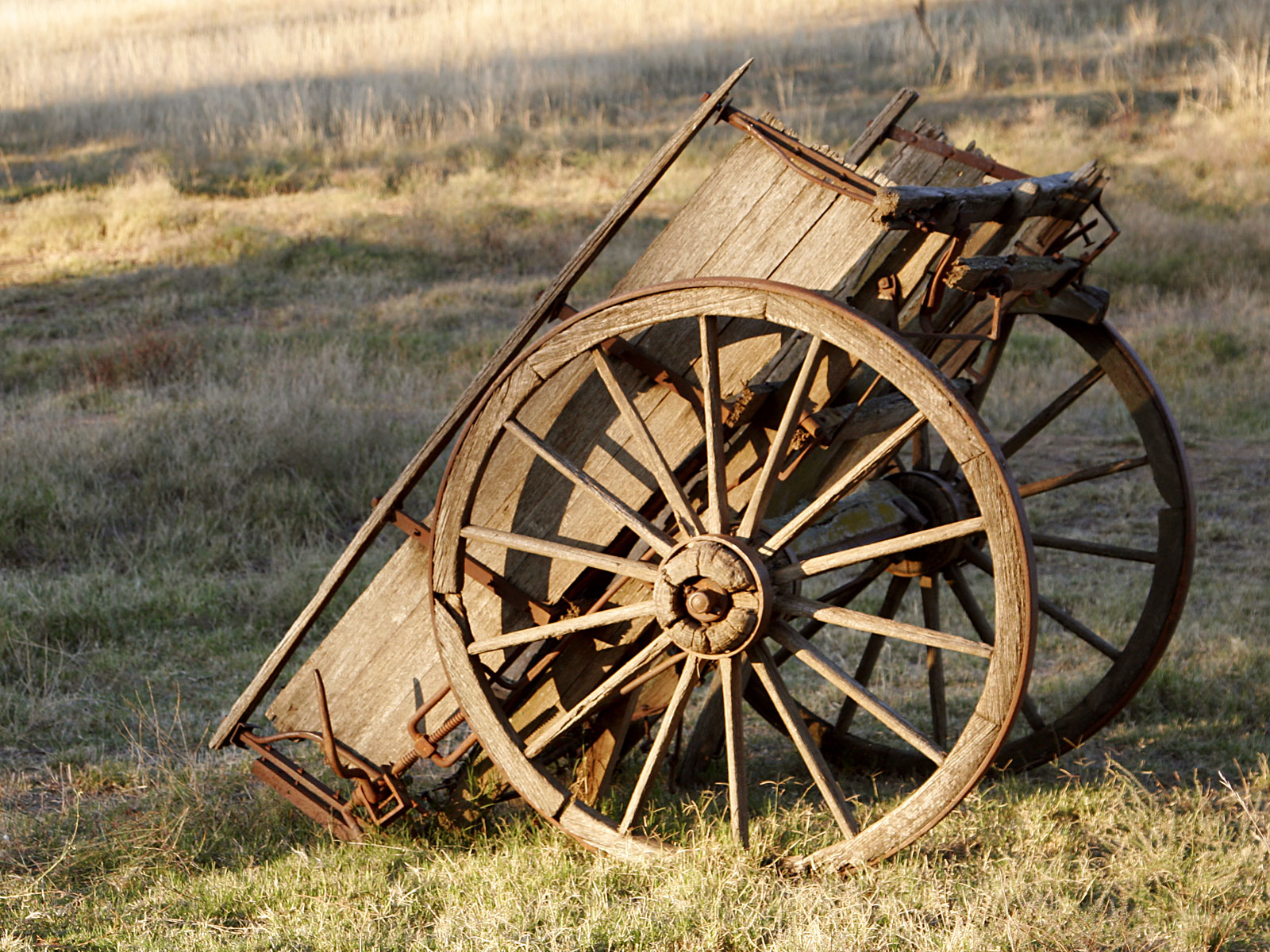
Carro de caballos.

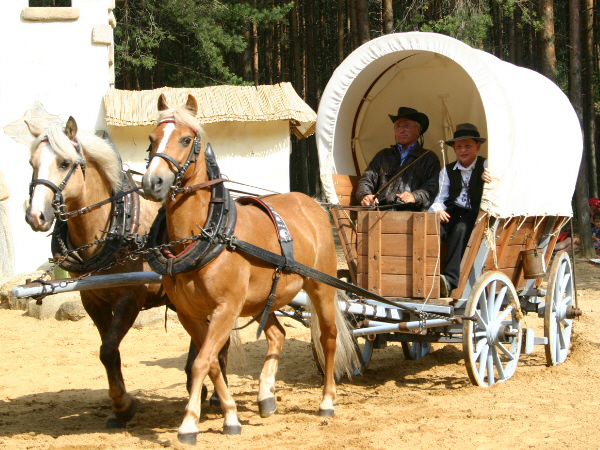
Galera.

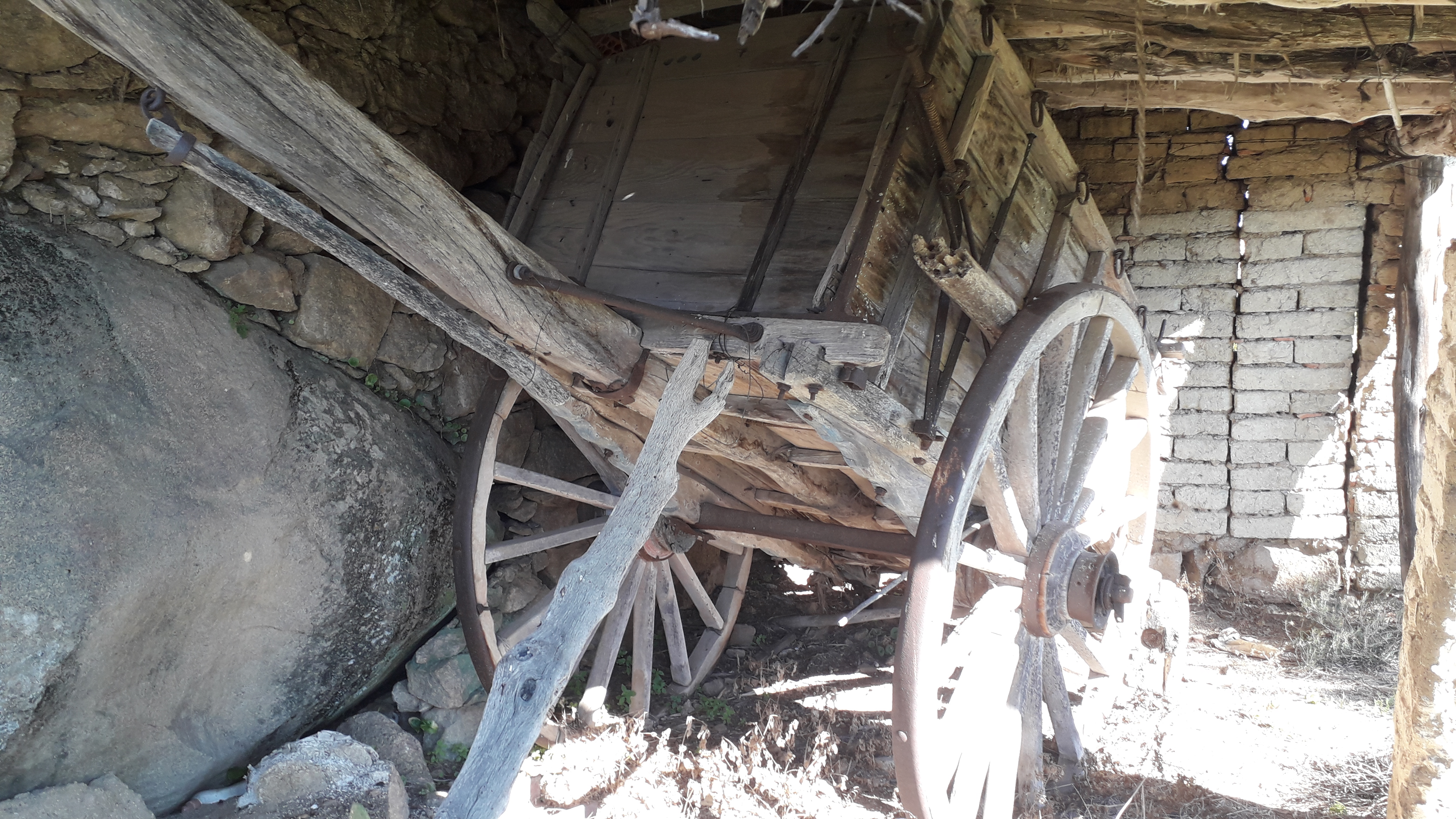
Carro antiguo en Pepino, Toledo.

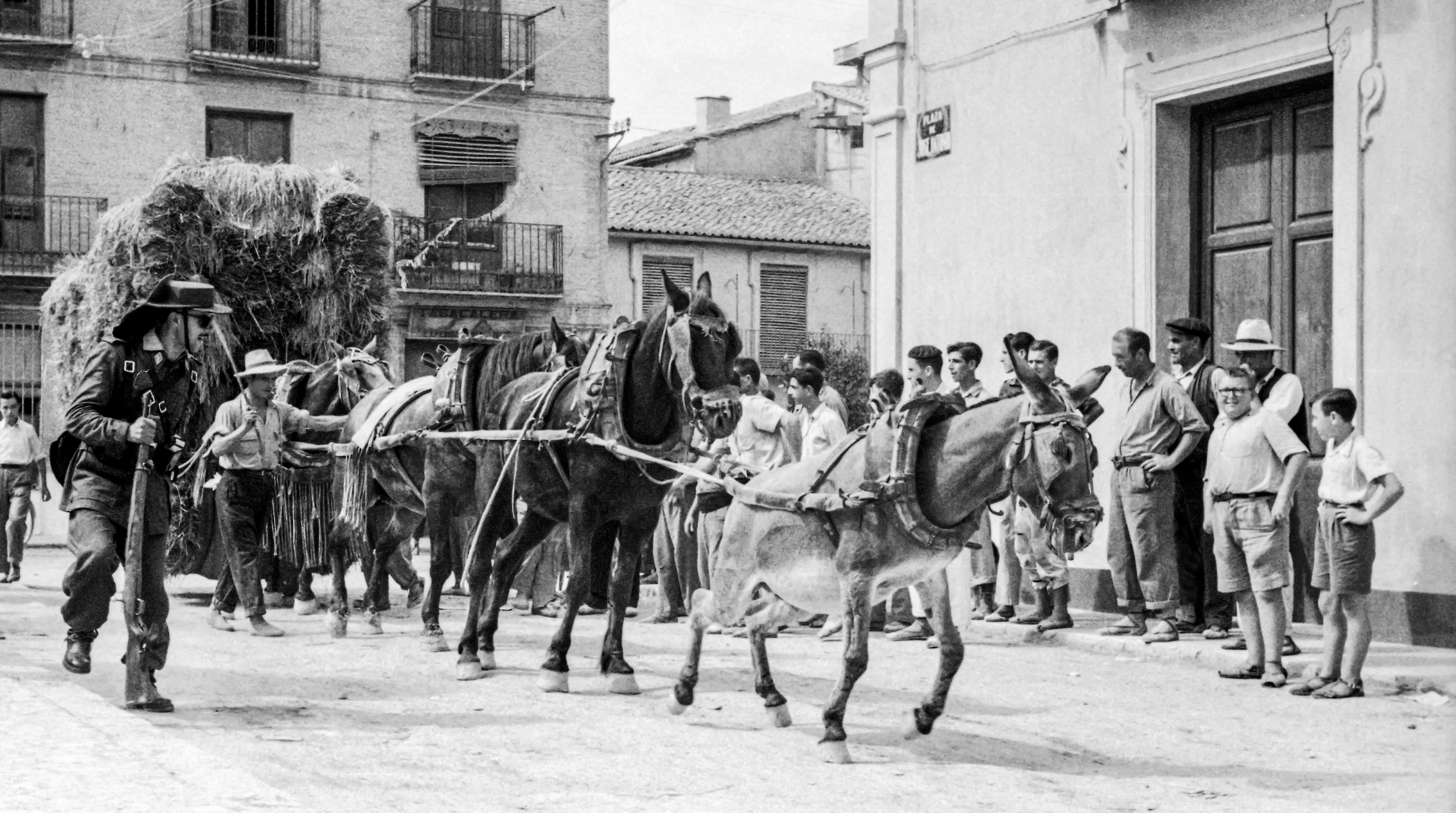
Carro por el centro histórico de Alginet, 1954.

Un carro es un vehículo de transporte terrestre que circula sobre dos ruedas o más y que se mueve por tracción animal; en algunos países de Hispanoamérica, puede referirse a un automóvil o un vagón de ferrocarril. Los carros pueden ser tirados por caballos, mulas, burros, bueyes, otros animales o incluso personas, en función de las costumbres del lugar. Puede denominarse también carreta, carruaje coche de caballos, diligencia, etc.

## Etimología
Carro es una voz patrimonial del latín carrus, de origen céltico. A la misma familia etimológica latina pertenecen carrera, carretera, carril, carroza, carruaje.

## Historia
El carro llegó  a Europa y Asia occidental en el cuarto milenio antes de Cristo, y al Valle del Indo hacia el tercer milenio antes de Cristo. A América, llegó en el siglo XVI, directamente de la mano de los conquistadores españoles, así como los caballos y las mulas, ya que al carecer de animales de carga los nativos americanos cargaban las cosas a la espalda.
Con frecuencia se utilizaban carretillas o pequeñas carretas de mano para transporte de cargas pequeñas, siendo su invención en la antigua China entre el siglo III y siglo I a. C. Para transporte tanto de cargas como de personas se usaban carros que podían ir cubiertos con toldos, los carromatos y carretas. En el siglo XIX, por ejemplo, durante la migración mormona hacia el actual territorio de Utah en los Estados Unidos, entre 1856 y 1860, y en general en la conquista del oeste en Estados Unidos y Canadá los colonos pioneros utilizaron un tipo de carretas, las conestoga. Los llamados rickshaw, carros ligeros de dos ruedas tirados por un conductor a pie, todavía pueden verse en la actualidad en ciudades del sureste asiático como transporte para distancias cortas.

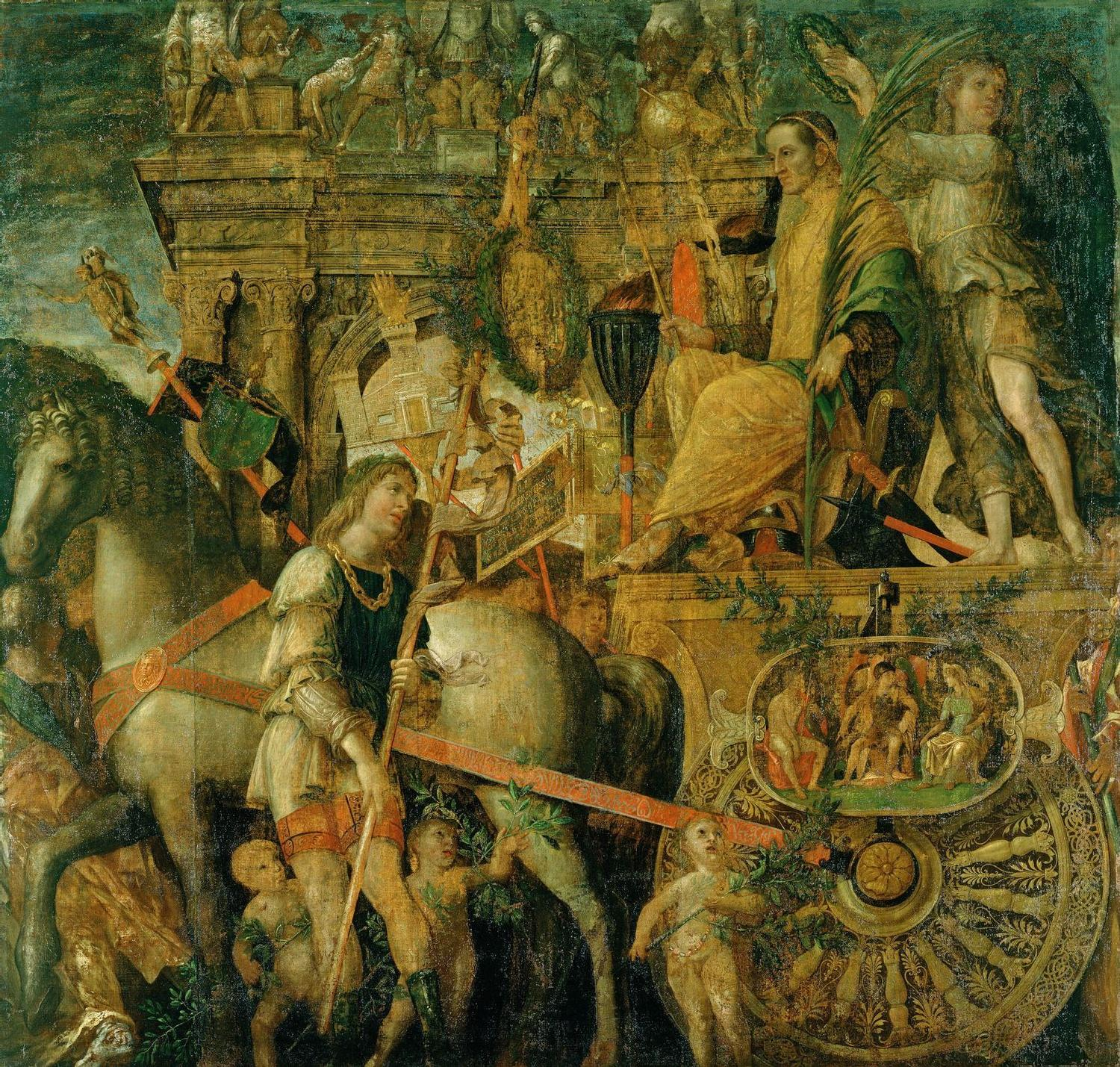
Julio César en su carro de triunfo, Andrea Mantegna, 1484-1492.

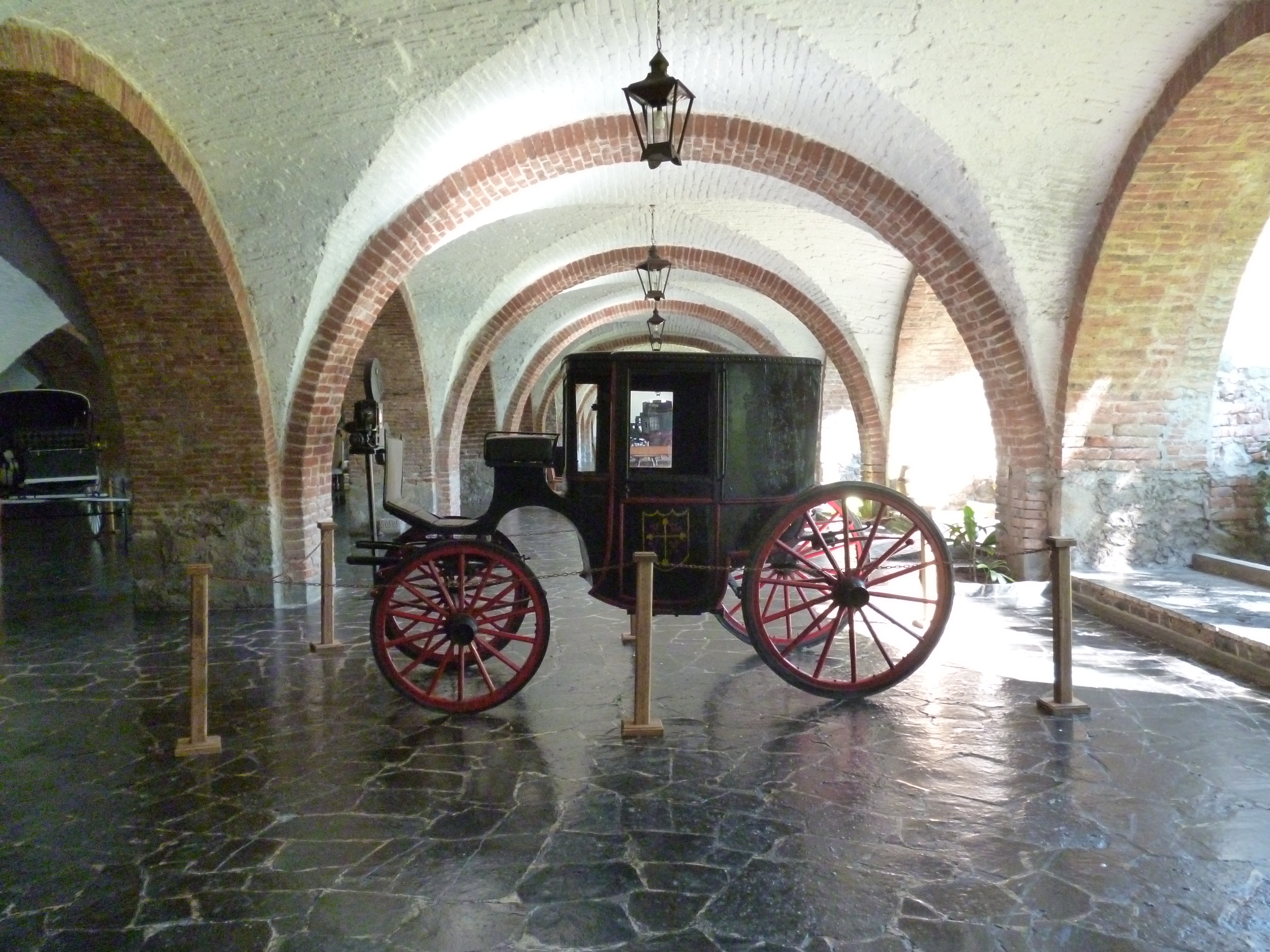
Cupé antiguo, expuesto en una hacienda de México.

En la antigua Roma a los enemigos derrotados se les llevaba en carretas durante la exhibición triunfal del general victorioso. Los carros para las carreras tenían forma de concha puesta sobre dos ruedas, más alta por delante que por detrás, con una lanza muy corta, y eran tirados por cuatro caballos de frente. Los carros de triunfo tenían una forma redondeada; el vencedor iba en él en pie y dirigía por sí mismo los caballos.
Los carros servían también para otras ceremonias, como llevar en ellos las imágenes de los dioses en el día de preces públicas; se ponían también en los mismos las estatuas de aquellos cuya apoteosis se hacía, e iban en ellos las familias ilustres que asistían a la fiesta. Los cónsules, al encargarse del mando, eran asimismo conducidos en ellos. Sin embargo, la historia refiere que Camilo entró triunfante en Roma de este modo, pompa que se hizo después ordinaria, pero que esta vez no cayó bien a los republicanos. Durante el gobierno consular, los carros fueron dorados; bajo los emperadores fueron de marfil y hasta de oro. Se les rociaba con sangre para darles un aire más marcial. Los carros cubiertos se distinguían de los otros por una cúpula cimbrada. Servían para uso de los pontífices romanos y verosímilmente para las mujeres. En Inglaterra, hasta su sustitución por los azotes, en virtud del mandato de la Reina Isabel I, se utilizaban las carretas para transportar al condenado a la picota.

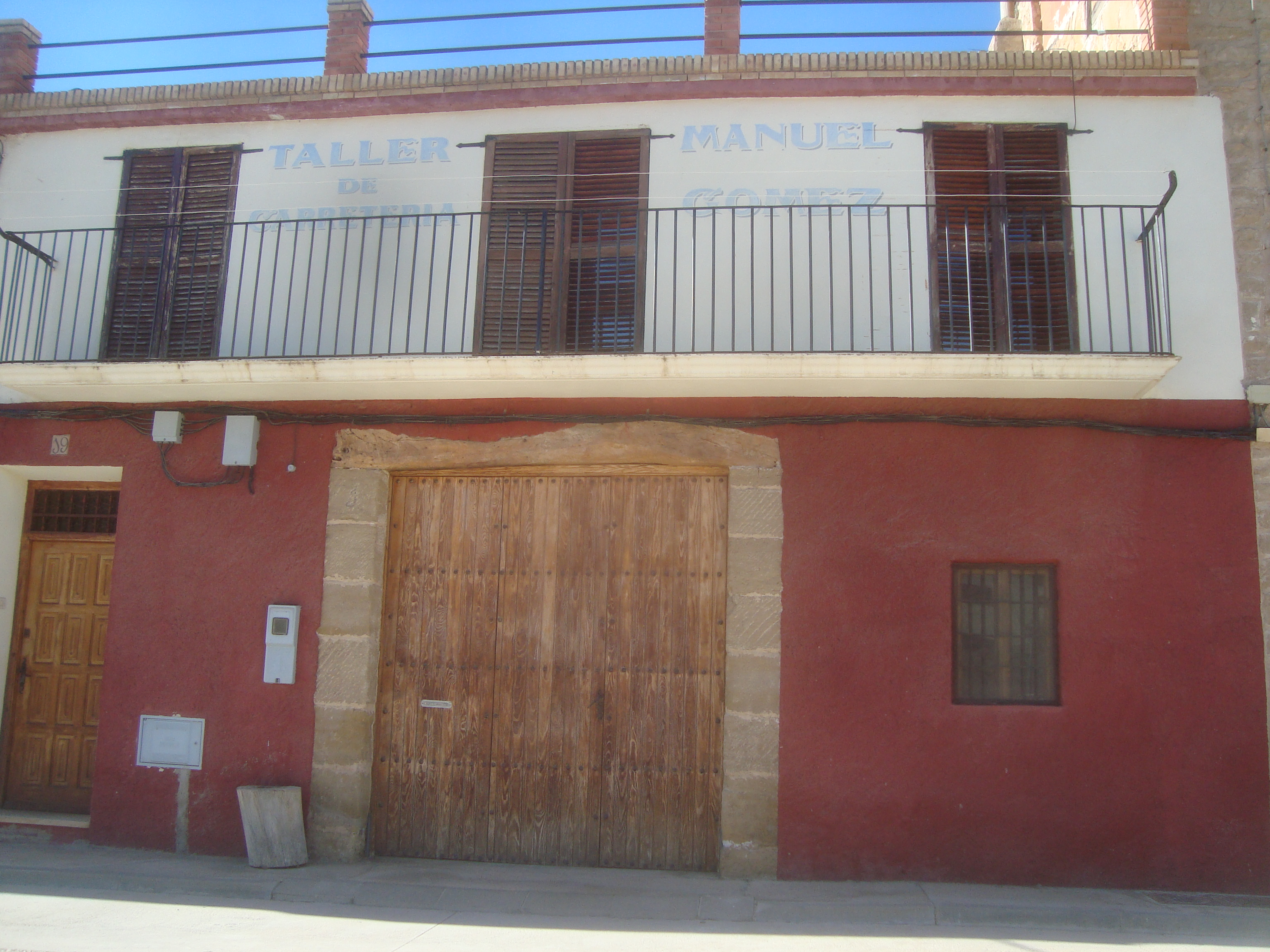
Taller de Carretería, oficio de los carpinteros fabricantes de carros (Castelserás, Teruel).

### Antiguos carros de guerra

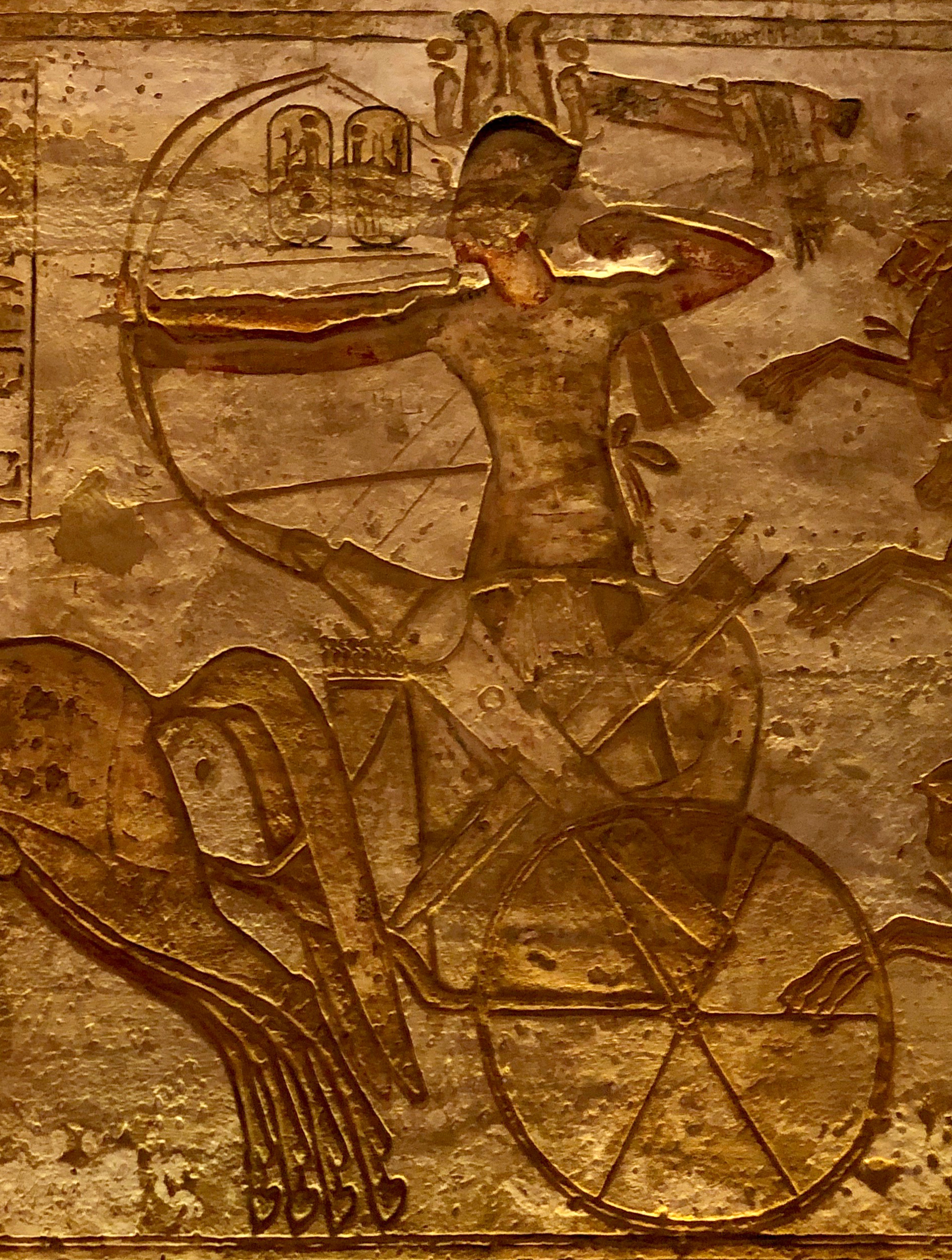
Imagen de Ramsés II en Abu Simbel.

Los carros de guerra más conocidos fueron los del Antiguo Egipto, de un solo eje montados por un auriga y un arquero. Aparecieron en el Imperio Nuevo por influencia de los hicsos.
También destacó el carro de guerra en la India y en Persia. En este lugar fue donde probablemente se comenzó a colocar, como prolongación de los ejes, hojas afiladas o cortantes.
Hubo carros similares a los anteriores en la Antigua Grecia y en la Antigua Roma, pero su utilidad bélica decayó, al afianzarse el modelo militar basado en formaciones de infantería. En la antigua Roma fueron utilizados en carreras en el circo romano; su denominación variaba según el número de caballos: bigas, trigas y cuadrigas.

## Morfología
La parte fundamental del carro es la caja,  receptáculo donde se lleva la carga, sea de mercancías o personas. La caja se apoya sobre unas ruedas (dos o cuatro), directamente o mediante un sistema de suspensión más o menos complicado. En países muy fríos, en vez de ruedas la caja se apoya sobre unos patines para la nieve. 
La caja debe tener un sistema para enganchar los animales o personas que forman el tiro. El sistema más sencillo son dos varas entre las que se sitúa el animal de tiro que, mediante unos arneses, queda enganchado y, además, sujeta la caja en posición horizontal cuando está parado. Cuando para el tiro se requiere más de un animal, generalmente suelen ser por pares. Las varas se sustituyen por una sola central, con un animal a cada lado. Para los carros ligeros, a menudo para pasajeros, el enganche a la vara o lanza suele hacerse mediante arneses, el principal de los cuales es un collarín, generalmente de madera forrada de cuero con almohadillado, que es la pieza principal de apoyo en el animal para soportar el tiro. Cuando son carros de carga, tirados por animales pesados, como bueyes, al final de la lanza se dispone un yugo, que apoya en el cuello de los dos animales, con los correspondientes arneses también.

## Tipología y modelos
| - Berlina - Biga - Break - Cabriolé - Calesa - Capitoné - Carretón - Carro de guerra | - Carro triunfal - Carromato - Carroza - Carruaje - Charrete - Cisio - Coche de caballos - Cuadriga | - Cupé - Diligencia - Dog-cart - Faetón - Galera - Jardinera - Landó - Milord | - Ómnibus - Plaustro - Sulky - Tartana - Tílburi - Victoria - Volquete |